# Nightlosers
Nightlosers est un groupe de rhythm and blues roumain formé en 1994 à Cluj, en Transylvanie.

## Histoire
Le groupe se distingue par son emploi de la technique du collage, sa musique étant un mélange de musique traditionnelle  transylvaine (donc roumaine, hongroise et rom), de rock, country et de blues), ce qui lui assure une place singulière dans le paysage de la musique roumaine actuelle. Traditionnellement, le groupe joue et enregistre avec beaucoup d'invités, dont quelques-uns utilisant des instruments peu communs - Nucu Pandrea joue la feuille.
Nightlosers ont donné de nombreux concerts tant en Roumanie qu'ailleurs. Au cours de leur carrière, ils sont montés sur les scènes de plusieurs grands festivals, dont Sziget Festival, Peninsula / Félsziget ou globalFEST.
Le groupe a composé la musique de la plupart des courts métrages de Hanno Höfer. Les membres de base du groupe, Hanno Höfer et Jimy El Lako, ont fait aussi la musique des Contes de l'Âge d'Or de Cristian Mungiu.

## Discographie
- Sitting on Top of the World (1995)
- Plum Brandy Blues (1997)
- Rhythm & Bulz (2004)
- Cinste lor (2013)